# Bollée

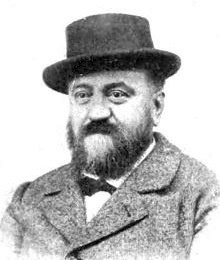
Amédée Bollée

Quella dei Bollée è stata una breve dinastia di costruttori di autovetture a vapore attiva dal 1872 al 1933.

## Storia

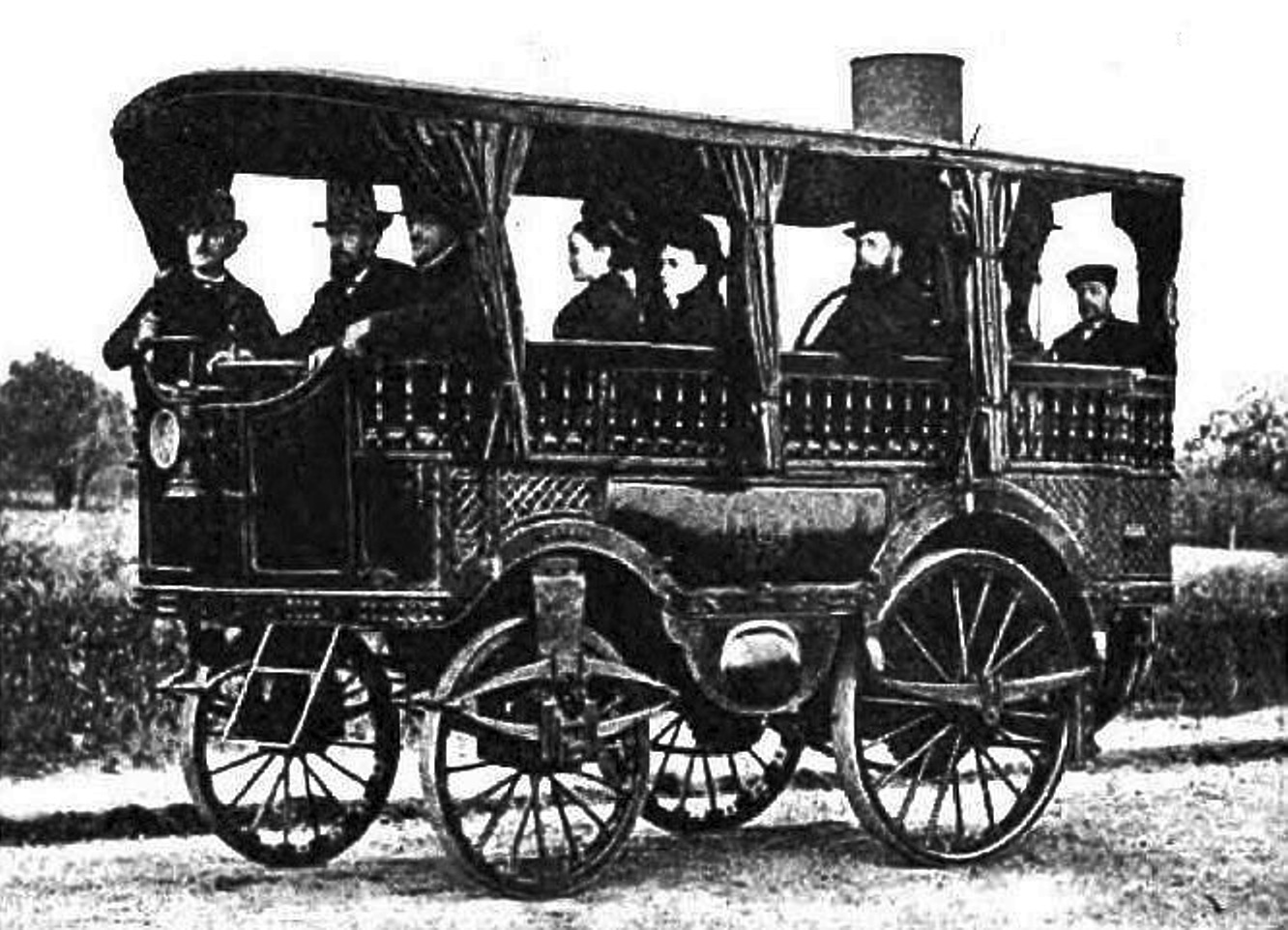
La Bollée Obeissante

In effetti, Bollée non è mai stato il nome di una Casa automobilistica vera e propria. Non è mai esistita una ragione sociale denominata Bollée, in quanto il fondatore, Amédée Bollée, utilizzava semplicemente il proprio nome e cognome.
Nel 1872, all'età di 28 anni, Amédée Bollée costruì il suo primo veicolo, un mezzo dotato di motore a vapore.
Nel periodo immediatamente successivo, mise a punto e brevettò un sistema sterzante per le ruote anteriori che all'epoca era considerato molto efficace e preciso. Nel 1875, tale sistema fu applicato alla prima vettura che fece conoscere finalmente il giovane costruttore al pubblico: nacque così la Obeissante (in francese, "obbediente"). Tale vettura, spinta da due motori a vapore, riusciva a raggiungere la velocità massima di 40 km/h, un buon risultato, se si pensa che la massa della vettura a vuoto era di 4.8 t.

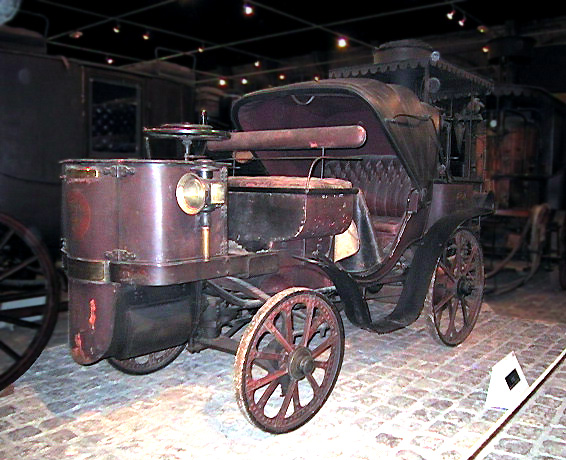
Una Mancelle

La vettura suscitò molto clamore nella Francia del tardo Ottocento. In effetti, la vettura introdusse per la prima volta dei concetti applicati largamente anche nelle vetture odierne, come per esempio le sospensioni a ruote indipendenti, oppure i comandi e le strumentazioni tutte raggruppate attorno al volante. Persino diverse persone chiesero a Bollée di fare un giro sulla sua vettura a vapore, che peraltro era in grado di trasportare fino a 12 persone. Ma nessuno ordinò mai questa vettura.
Nel 1878 fu la volta della Mancelle (dal francese, "mansueta"), con caratteristiche simili a quelle della Obeissante, ma molto meno pesante (2.75 t). Il motore era posizionato a sbalzo oltre l'asse anteriore e un lungo albero portava la trasmissione al differenziale posteriore collegato con due catene alle ruote. La caldaia invece era sistemata posteriormente su una sorta di ballatoio coperto da un baldacchino dove trovava posto il fuochista. Dopo essere stata esposta ad alcune fiere, finalmente un primo cliente si presentò ed ordinò una Mancelle. Nonostante i pochi ordini che ne seguirono, la notizia della Mancelle fece il giro di mezza Europa, ed arrivò in Austria, dove l'imperatore Francesco Giuseppe poté assistere ad una dimostrazione delle qualità della vettura, dimostrazione tenutasi a Vienna.
Subito dopo, rientrato in Francia, Amédée Bollée acquistò un terreno confinante con quello della fonderia del padre e lì si dedicò alla costruzione di veicoli a vapore specificamente progettati per il servizio pubblico, una sorta di antichi autobus a vapore. Nel 1879 presentò anche una specie di locomotiva in grado di circolare su strada trainando carichi pesanti: questo mezzo venne chiamato La Marie-Anne.
Nel 1880 fu commercializzata la Avant-Courrière, un'evoluzione della Mancelle. Nello stesso periodo fu proposta anche la Nouvelle, un veicolo a vapore con carrozzeria chiusa in grado di trasportare fino a 6 persone.
Poco tempo dopo, Amédée Bollée riuscì ad avere alcune filiali sparse in Germania, Austria, Inghilterra e persino in Russia. Nonostante il successo, la situazione economica non migliorerà di molto ed anzi, le filiali finiranno per chiudere.
Nel 1881 fu lanciata la Rapide, una vettura a vapore accreditata di 58 km/h di velocità massima; intanto la produzione proseguiva con piccoli successi alternati a momenti di crisi profonda.
Alla fine del secolo, le redini dell'azienda furono affidate al figlio di Amédée Bollée, Amédée Jr., che continuò l'attività proponendo, per la prima volta nella storia dell'azienda, vetture dotate di motore a scoppio e diffondendone le qualità al pubblico anche tramite gare disputate addirittura in concorrenza con il fratello minore Léon, anch'egli lanciatosi nel mondo automobilistico, e che propose all'inizio un triciclo con trazione su una sola ruota posteriore.
Ben presto Léon trasferì la produzione nei pressi di Le Mans, mentre Amédée Jr. rimase nel capannone originario. Le vetture di Amédée Jr., incontrarono un discreto successo, dovuto al clamore suscitato dall'avvento delle autovetture mosse da motore a scoppio. Pur non essendo eclatanti, tali risultati commerciali erano comunque migliori rispetto a quelli ottenuti a suo tempo dal padre.
Nel 1903, Léon Bollée vendette un suo progetto alla Darracq, che preferì i lavori di quest'ultimo a quelli di Amédée Jr., per via della modernità delle soluzioni tecniche: il peggior difetto delle vetture di Amédée Jr. era infatti quello di proporre soluzioni tecniche superate già all'epoca e tale difetto fu riscontrato anche nei modelli 30 CV e 16 CV, lanciati rispettivamente nel 1907 e nel 1912.

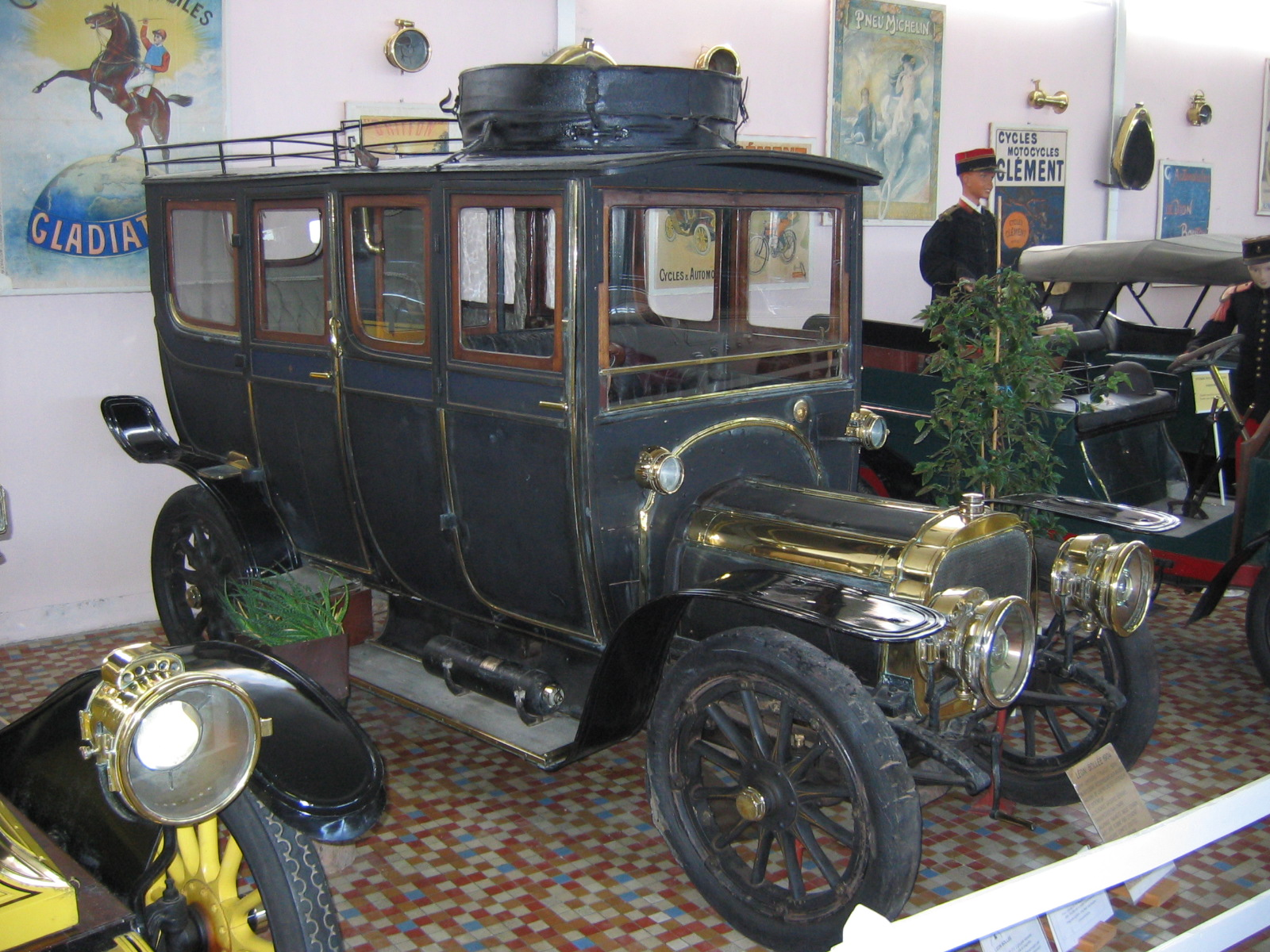
Una limousine 20CV del 1904

Tornando indietro al 1904, Léon dal canto suo vende le sue vetture ottenendo risultati commerciali migliori rispetto a quelli ottenuti dal fratello maggiore. La sua gamma consisteva in vetture di lusso e di gran lusso. Capisaldi della sua produzione furono modelli da 4.6, 8 ed addirittura 10 litri di cilindrata.
Nel 1911 la produzione arrivò a 600 esemplari, una cifra più che positiva, considerando l'epoca e la fascia di mercato cui erano destinati tali modelli.
Nel 1913 Léon morì prematuramente e l'azienda fu rilevata dall'inglese Morris. Nel 1925 la ragione sociale fu cambiata in Morris-Léon Bollée, ma nel 1931 fu nuovamente venduta, questa volta ad una società belga, la quale nel 1933 la metterà in liquidazione.
Quanto ad Amédée Jr., egli continuò a produrre vetture, anch'esse di lusso e ad un ritmo di 50 esemplari l'anno. Tale attività cessò nel 1923: a partire da quell'anno smise la produzione di autovetture, e cominciò quella di produttore di componenti meccaniche.